# Peter J. Opitz
Peter Joachim Opitz (* 29. November 1937 in Brieg; † 15. Januar 2025 in Wolfratshausen) war ein deutscher Politikwissenschaftler und Professor am Geschwister-Scholl-Institut für Politische Wissenschaft der Ludwig-Maximilians-Universität München.

## Leben
Opitz studierte Politikwissenschaft, Sinologie sowie Philosophie und promovierte 1966 an der Universität München zum Dr. phil. Er hatte ab 1968 eine Assistentenstelle bei Eric Voegelin inne und habilitierte sich im Jahr 1972 an der Universität München. Opitz war bekannt als Herausgeber zahlreicher Werke von und über Eric Voegelin. Er leitete das Eric-Voegelin-Archiv an der Ludwigs-Maximilians-Universität. Opitz befasste sich in seinen Publikationen mit politischer Ideengeschichte, internationalen Beziehungen und vor allem der Geschichte und Gegenwart Chinas.
1989 wurde Opitz mit dem Bundesverdienstkreuz am Bande ausgezeichnet. Er lebte in Wolfratshausen.

## Veröffentlichungen (Auswahl)
Monographien
- Chinas Außenpolitik. Ideologische Prinzipien, strategische Konzepte (= Texte und Thesen. Sachgebiet Politik. Band 89). Edition Interform, Zürich 1982, ISBN 3-7201-5089-5.
- Der Weg des Himmels. Zum Geist und zur Gestalt der politischen Philosophie im klassischen China (= Zum Geist und zur Gestalt des politischen Denkens im alten China). Fink, München 2000, ISBN 3-7705-3380-1.
- Menschenrechte und Internationaler Menschenrechtsschutz im 20. Jahrhundert (= UTB für Wissenschaft. Band 8211). Fink, München 2002, ISBN 3-7705-3468-9.

Herausgeberschaften
- Chinas große Wandlung. Revolutionäre Bewegungen im 19. und 20. Jahrhundert (= Beck’sche schwarze Reihe. Band 87). Beck, München 1972, ISBN 3-406-02487-4.
- Die Söhne des Drachen. Chinas Weg vom Konfuzianismus zum Kommunismus. List, Berlin 1982, ISBN 3-471-66562-5.
- Die Vereinten Nationen. Geschichte, Struktur, Perspektiven (= Grundinformation Politik. G: Grundinformation Politik. Band 5, ZDB-ID 2244495-6). Bayerische Landeszentrale für Politische Bildungsarbeit, München 1995.
- Der globale Marsch. Flucht und Migration als Weltproblem (= Beck’sche Reihe. Band 1210). Beck, München 1997, ISBN 3-406-42010-9.
- Grundprobleme der Entwicklungsregionen. Der Süden an der Schwelle zum 21. Jahrhundert (= Beck’sche Reihe. Band 1230). Beck, München 1997, ISBN 3-406-42030-3.
- Weltprobleme im 21. Jahrhundert (= UTB. Band 2209). Fink, München 2001, ISBN 3-7705-3546-4.
- Glaube und Wissen. Der Briefwechsel zwischen Eric Voegelin und Leo Strauss zwischen 1934 und 1964. Fink, München 2010, ISBN 978-3-7705-4967-2.
- mit Dietmar Herz: Eric Voegelin: Ordnung und Geschichte. 10 Bände, Wilhelm Fink Verlag, München 2001–2005.